# Алгоритм обчислення дня тижня
Існує досить простий алгоритм обчислення дня тижня для будь-якої дати григоріанського календаря після 1583 року. Григоріанський календар почав діяти в 1582 році — після 4 жовтня відразу настало 15 жовтня.
Покладемо рік — рік, місяць — номер місяця, день — день, тоді
```
a = (14 – місяць) / 12
y = рік – a
m = місяць + 12 * a – 2
ДеньТижня = (день + y + y / 4 – y / 100 + y / 400 + (31 * m) / 12) MOD 7
```

Всі ділення цілочисельні (залишок відкидається).
Результат: 0 — неділя, 1 — понеділок і т. д